# Covington (Kentucky)
Covington é uma cidade localizada no estado americano do Kentucky, no Condado de Kenton.

## Geografia
De acordo com o United States Census Bureau, a cidade tem uma área de 35,7 km², onde 34,2 km² estão cobertos por terra e 1,5 km² por água.

### Localidades na vizinhança
O diagrama seguinte representa as localidades num raio de 4 km ao redor de Covington. 

## Demografia
Segundo o censo nacional de 2010, a sua população é de 40 640 habitantes e sua densidade populacional é de 1 188,73 hab/km². É a quinta cidade mais populosa do Kentucky. Possui 20 053 residências, que resulta em uma densidade de 586,55 residências/km².